# Convención sobre el Estatuto de los Apátridas

Estados miembros y signatarios de la Convención sobre el Estatuto de los Apátridas de 1954. Los estados signatarios están destacados en azul oscuro

La Convención sobre el Estatuto de los Apátridas es un tratado multilateral de 1954 de las Naciones Unidas que pretende proteger a los apátridas.
La Carta de las Naciones Unidas y la Declaración Universal de los Derechos Humanos fueron aprobadas en 10 de diciembre de 1948. El Artículo 15 de la Declaración afirma queː
1. Todo individuo tiene derecho a tener una nacionalidad.
2. Nadie puede ser arbitrariamente privado de su nacionalidad ni del derecho a cambiar de nacionalidad.

La Convención sobre el Estatuto de los Refugiados fue aprobada el 28 de julio de 1951. A pesar de su intención original, no incluía mención alguna sobre el estatuto de los apátridas y no había ningún protocolo sobre medidas para afectar la reducción de la apatridia.
El 26 de abril de 1954, el Consejo Económico y Social de las Naciones Unidas adoptó una resolución para convocar una Conferencia de Plenipotenciarios para "regular y mejorar la condición de los apátridas mediante un acuerdo internacional".
La Conferencia adoptó la Convención en 28 de septiembre de 1954. La Convención entró en vigor en 6 de junio de 1960. 

## Estados signatarios
Desde septiembre de 2016, las Naciones Unidas recogen 91 Estados parte de la Convención; dos Estados (la Santa Sede y Colombia) firmaron la convención, sin embargo no la ratificaron. Los 91 Estados parte sonː Albania, Alemania, Argelia, Antigua y Barbuda, Argentina, Armenia, Australia, Austria, Azerbaiyán, Barbados, Bélgica, Belice, Benín, Bolivia, Bosnia y Herzegovina, Botsuana, Brasil, Bulgaria, Burkina Faso, Chad, Chile, Corea del Sur, Costa Rica, Costa de Marfil, Croacia, Dinamarca, Ecuador, El Salvador, España, Fiyi, Filipinas, Finlandia, Francia, Gambia, Georgia, Grecia, Guatemala, Guinea, Guinea-Bissau, Honduras, Hungría, Irlanda, Israel, Italia, Kiribati, Letonia, Lesoto, Liberia, Libia, Liechtenstein, Lituania, Luxemburgo, Macedonia del Norte, Malaui, Malí, México, Moldavia, Montenegro, Mozambique, Nicaragua, Níger, Nigeria, Noruega, Países Bajos, Panamá, Perú, Portugal, Reino Unido, República Checa, Rumania, Ruanda, San Vicente y las Granadinas, Sierra Leona, Suazilandia, Suiza, Turquía, Trinidad y Tobago, Túnez, Turkmenistán, Uganda, Ucrania, Uruguay, Zambia y Zimbabue.
Madagascar renunció a su adhesión de 1962 el 2 de abril de 1966. El Reino Unido extendió la convención para el Hong Kong británico, y China declaró que la convención continúa siendo válida para Hong Kong desde 1997.